# Lepturges multilineatus
Lepturges multilineatus är en skalbaggsart som beskrevs av Julius Melzer 1928. Lepturges multilineatus ingår i släktet Lepturges och familjen långhorningar. Inga underarter finns listade i Catalogue of Life.